# Max-Planck-Gymnasium (Gelsenkirchen)
Das Max-Planck-Gymnasium (auch MPG) in Gelsenkirchen-Buer ist ein städtisches Gymnasium, welches nach dem Physiker Max Planck benannt ist. Zurzeit werden ca. 1000 Schüler dort unterrichtet, wobei dem Motto „lerne Lernen, lerne Denken“ nachgegangen wird. Es ist das älteste Gymnasium der Stadt.

## Geschichte
Das heutige Max-Planck-Gymnasium lässt in seiner Geschichte auf mehrere Etappen der Wandlung zurückblicken. Der Ursprung des Max-Planck-Gymnasiums lässt sich am 8. April 1858 festmachen (damals in der Agathastraße 5), als sich 12 Schüler mit einem Lehrer in der „Höheren Knabenschule in Buer bei Essen“ einfanden, welche als Vorbereitung auf die gymnasiale Schulform dienen sollte. Als Klassenzimmer diente vorerst ein von einem Schuhmacher zur Verfügung gestelltes Zimmer in der Agathastraße.
Nach teilweisen Veränderungen wurde die Schule im Jahr 1890 dann als öffentliche Schule anerkannt. Nachdem sie 1904 den Status einer „höheren Lehranstalt in Entwicklung“ zugesprochen bekommen hatte, stieg die Schülerzahl rasant nach oben, sodass im Jahre 1908 ein neues Schulgebäude (heute Teil des Leibniz-Gymnasiums) an der Breddestraße bezogen wurde.
Da die Schule im Jahre 1911 zu einer „Vollanstalt“ erhoben wurde, legten im selben Jahr 11 Schüler das Abitur ab. Im Zuge einer Namensfindung für das Gymnasium, wurde es am 30. Januar 1918 (70. Geburtstag von Hindenburgs) offiziell zum „Hindenburg-Gymnasium“.
In der Zeit des Nationalsozialismus hatte die Schule unter verschiedenen Erlassen und der Gleichschaltung zu leiden.
Nach dem Zweiten Weltkrieg konnte aufgrund zu starker Beschädigung des Gebäudes und Untersagung seitens der britischen Militärregierung der Unterricht vorerst nicht wieder aufgenommen werden. Die Wiederaufnahme des Unterrichtes erfolgte erst am 11. März 1946 in der Horster Straße 5, ganze vier Jahre später (also 1950) wurde der Unterricht wieder an die Breddestraße verlegt. Zum 50-jährigen Bestehen als Gymnasium erhielt die Schule im Jahr 1954 den heutigen Namen „Max-Planck-Gymnasium“.
1966 wurde das Gymnasium wegen zu hoher Schülerzahl geteilt und der naturwissenschaftliche Teil der Schülerschaft wurde im heutigen Altbau an der Goldbergstraße untergebracht, während der restliche Teil im Schulgebäude an der Breddestraße verblieb und das Leibniz-Gymnasium entstand. Ein weiterer wichtiger Punkt ist das Jahr 1972, in dem die Oberstufenregelungen erneuert wurden und in welchem erstmals koedukativer Unterricht eingeführt wurde, sodass auch Mädchen ihr Abitur ablegen konnten.
Aufgrund ansteigender Schülerzahlen wurde 1999 der Neubau des Max-Planck-Gymnasiums eingeweiht, sodass die Schule nun aus folgenden Teilen besteht:
- Altbau (mit naturwissenschaftlichen Trakt); seit 1966
- Neubau; seit 1999
- Turnhalle und Sportfeld; seit 1966
- Aula (gemeinsame Nutzung mit Annette-von-Droste-Hülshoff-Gymnasium)

Passend zu den Feierlichkeiten zum 150. Schuljubiläum wurde der naturwissenschaftliche Trakt des Max-Planck-Gymnasiums eingeweiht, der zuvor renoviert und mit technisch hochwertigen Geräten ausgerüstet worden war.
Die Schule bietet seit dem Jahr 2006 eine besondere Profilbildung im mathematisch-naturwissenschaftlichen Bereich an. In den Klassen 5–7 können sich Schüler in eine MINT-Klasse anmelden, in der eine zusätzliche, verpflichtende Unterrichtsstunde erteilt wird. In dieser MINT-Stunde erwerben die Schüler projekt- und teamorientiert über den kanonischen Unterrichtsstoff hinausgehende Kompetenzen in der Fächergruppe Mathematik/Informatik/Naturwissenschaften/Technik.

## Schulangebot

### Unterrichtsfächer
Es gibt folgende Angebote:
- Biologie
- Chemie
- Deutsch
- Englisch
- Erdkunde
- Erziehungswissenschaft (ab Stufe 10)
- ev. Religion
- Französisch (ab Klasse 7)
- Geschichte
- Informatik (ab Stufe 10)
- Italienisch (ab Stufe 10)
- kath. Religion
- Kunst
- Latein (ab Klasse 6)
- Mathematik
- MINT
- Musik
- Physik
- Praktische Philosophie
- Politik
- Psychologie (ab Stufe 10)
- Sozialwissenschaften (ab Stufe 10)
- Sport

Wahlfächer im Differenzierungsbereich II:
- 3. Fremdsprache (Französisch, Latein oder Italienisch)
- Biologie
- Chemie
- Darstellendes Spiel
- Erdkunde/Geschichte
- Geschichte/Politik
- Mathematik/Informatik
- Physik/Informatik
- Physiologie/Sporthelfer
- Politik/Wirtschaft/Business-Englisch

In der Oberstufe besteht eine Fächerkooperation mit dem Annette-von-Droste-Hülshoff-Gymnasium.

### Arbeitsgemeinschaften (AGs)
Es gibt die folgenden Arbeitsgemeinschaften:
Sprachliche AGs:
- DELF-DALF-Programm (A1-B2)
- Englisch-Plus
- Wettbewerb der Alten Sprachen
- Zwischen meinen Zeilen – Kreatives Schreiben

Musikalische AGs:
- Hip-Hop
- Young Singers

Sportliche AGs:
- Golf für Anfänger
- Judo
- Sporthelferausbildung
- Sport-Stacking

Naturwissenschaftliche AGs:
- Chemie-AG (Klasse 9 – Stufe 13)
- Lego-Mindstorms (Klasse 7–9)
- Logikrätsel und Mathe-Knobel-AG
- Jugend forscht Neuronale Netze

Sonstige AGs:
- Bücherkeller
- Imkern am MPG
- Instroniks – elektronische Instrumente selber bauen
- Kreativ-AG
- Schulsanitätsdienst
- Sowi-AG
- US Elections

### Sonstige Angebote
Neben den genannten Unterrichtsfächern und Arbeitsgemeinschaften bietet das Max-Planck-Gymnasium auch in anderen Bereichen Beteiligungsmöglichkeiten an. Zum Beispiel kann man sich bei der Schülervertretung (SV) engagieren. In der SV am MPG können interessierte Schülerinnen und Schüler an Aktionen, wie der Nikolausaktion, der Vermittlung von Schülern für das Nachhilfeprogramm „Schüler helfen Schülern“ oder dem Basteln und Aufhängen von Schmuck für einen Tannenbaum zu Weihnachten, mithelfen. Des Weiteren kann man am Max-Planck-Gymnasium eine Fülle an Beratungslehrern vorfinden, die den Schülern in Fragen von Suchtproblemen oder anderen Dingen beiseite stehen.

## Europaschule
Das Schulleben am MPG ist seit vielen Jahren von internationalen Aktivitäten, wie einem Besuch beim Europäischen Parlament, Austauschprogrammen, wie zwischen Hilversum (Niederlande) & Gelsenkirchen, und dem europäischen Gedanken geprägt, weshalb das Max-Planck-Gymnasium seit dem 25. November 2019 eine Europaschule ist. Es wurde während der 10. Jahrestagung der Europaschulen in NRW im Landtag Nordrhein-Westfalen von dem Ministerium für Schule und Bildung zertifiziert.

## Partnerschulen
Das Max-Planck-Gymnasium hat weltweit mit anderen Schulen Partnerschaften und trägt somit zu einer offenen Erziehung und kulturellen Toleranz der Schüler bei, was nicht zuletzt durch zahlreiche Schüleraustausche erreicht wird.
- German American Partnership Program (GAPP) – Manatee County Schools; Bradenton, Florida

Mit diesen amerikanischen Schulen unterhält das Max-Planck-Gymnasium sehr gute Beziehungen, die durch einen jährlichen Schüleraustausch im Sommer bzw. im Herbst gestärkt werden.
- Northgate High School; Dereham, England
- Lyzeum V; Olsztyn, Polen

Auch hier besteht – im Rahmen des Themas „Gemeinsames Europa“ – ein Schüleraustausch, der in kleinen Gruppen für je zwei Wochen durchgeführt wird.
- Baarnsch Lyceum; Baarn, Niederlande

Mit dieser Schule hat das Max-Planck-Gymnasium einen „Mini-Exchange“ arrangiert, der für wenige Schüler gedacht ist und sich über einen kurzen Zeitraum erstreckt. Es besteht jedoch auch die Möglichkeit, dass Schüler einzeln einen längeren Austausch vornehmen können.
- Gripenskolan; Nyköping, Schweden
- Collège du 14ième; La Reunion, Frankreich

## Kooperationen
Das Max-Planck-Gymnasium hat in dem Bestreben seine Schüler auf das spätere Leben gut vorzubereiten verschiedene Kooperationen mit Partnern aus unterschiedlichen Bereichen geschlossen. Den Schülern werden hierbei verschiedene Kompetenzen beigebracht – egal, ob fachliche oder soziale.
- Fakultät für Geowissenschaften der Ruhr-Universität Bochum; seit 2002
- Ernst & Young; seit 2005
- Diakoniewerk Gelsenkirchen und Wattenscheid; seit 2007

## Ehemalige
- Gerd Faltings (* 1954), Mathematiker, Träger der Fields-Medaille
- Carl-Heinrich Lueg, Historiker
- Pater Stefan Dartmann SJ (* 1956)
- Anne Schwanewilms (* 1967), Opernsängerin
- Frank Baranowski (* 1962), ehemaliger Oberbürgermeister von Gelsenkirchen
- Marco Buschmann (* 1977), Politiker (FDP), Bundesjustizminister und Mitglied des Deutschen Bundestages
- Hartmut Bickelmann (* 1948), Historiker und pensionierter Stadtarchivar